# Fiero (nome)
Fiero  è un nome proprio di persona italiano maschile.

## Varianti
- Femminili: Fiera[1]

## Origine e diffusione
Può sia continuare un soprannome medioevale derivato da "fiero" ("coraggioso", "audace"), oppure risultare dall'abbreviazione di nomi come Cafiero o Alfiero.
Nome di scarsa diffusione, distribuito al Nord ed al Centro Italia, in particolare in Toscana.

## Onomastico
Poiché il nome è adespota, ossia privo di santo patrono, l'onomastico può essere festeggiato il 1º novembre per la festa di Ognissanti.